# Нижнее Хотино
Нижнее Хотино — деревня в Вашкинском районе Вологодской области.
Входит в состав Васильевского сельского поселения, с точки зрения административно-территориального деления — в Васильевский сельсовет.
Расстояние по автодороге до районного центра Липина Бора — 6 км, до центра муниципального образования деревни Васильевская — 9 км. Ближайшие населённые пункты — Борок, Вашки, Верхнее Хотино.
По переписи 2002 года население — 3 человека.